# Núi Bromo
Núi Bromo (tiếng Indonesia: Gunung Bromo), là một núi lửa đang hoạt động, và một phần của dãy núi Tengger, ở Đông Java, Indonesia. Với độ cao 2.329 mét (7.641 ft) nó không phải là đỉnh cao nhất của dãy núi, nhưng là núi được biết đến nhiều nhất. Khu vực khối núi là một trong những điểm thu hút khách du lịch nhất ở Đông Java, Indonesia. Ngọn núi lửa thuộc vườn quốc gia Bromo Tengger Semeru. Tên của Bromo bắt nguồn từ phát âm tiếng Java Brahma, đấng sáng tạo thần Hindu. Người lao động địa phương thu thập lưu huỳnh từ bên trong miệng núi lửa.